# 213. jaktflygdivisionen
213. jaktflygdivisionen även känd som Urban Gul var en jaktflygdivision inom svenska flygvapnet som verkade i olika former åren 1973–1999. Divisionen var baserad på Kallax flygplats söder om Luleå.

## Historik
Urban Gul var 3. divisionen vid Norrbottens flygflottilj (F 21), eller 213. jaktflygdivisionen inom Flygvapnet. Divisionen bildades 1973 som 213. lätt attackflygdivision". Detta i samband med att Norrbottens flygflottilj blev tillförd uppgifter i form av attackroll, och tillfördes med det en tredje flygdivision. I dagligt tal kallades divisionen för "Lätta Attacken", då den beväpnades med Sk 60B, vilken var en attackversion av skolflygplanet Sk 60.
Efter försvarsbeslutet 1982 genomgick Flygvapnet en större omorganisation. Vilket bland annat medförde att divisionen omskolades och ombeväpnades till JA 37, och blev med det Flygvapnets yngsta jaktdivision. Den lätta attacken överfördes till 5. divisionen vid F 16. Att det var möjligt att sätta upp en ny division, berodde till stor del av att den kvarvarande divisionen vid Västmanlands flygflottilj (F 1) avvecklades tillsammans med flottiljen 1983. Ombeväpningen av Urban Gul kunde därmed kompensera med bortfallet av 12. jaktflygdivisionen.
Urban Gul hade sitt övnings- och baseringsområden på flygbaserna i Kiruna, Jokkmokk, Riksgränsen, Vidsel, Gällivare. År 1999 kom divisionen att upplösas.

## Materiel vid förbandet
| Attackflygplan - 1973–1982: Sk 60B | Jaktflygplan - 1983–1999: JA 37 Viggen |

## Förbandschefer
Divisionschefer vid 213. jaktflygdivisionen (Urban Gul) åren 1973–1999.

- 1973–1983: ???
- 1983–1984: Frank Fredriksson
- 1984–1988: ???
- 1988–1990: Frank Fredriksson
- 1990–1999: ???

## Anropssignal, beteckning och förläggningsort
| Urban Gul | 1973-??-?? | – | 1999-??-?? |

| 213. lätta attackflygdivisionen | 1973-??-?? | – | 1982-12-31 |
| 213. jaktflygdivisionen         | 1983-01-01 | – | 1999-??-?? |

| Kallax flygplats (F)    | 1973-??-?? | – | 1999-??-?? |
| Kiruna flygplats (B)    | 1973-??-?? | – | 1999-??-?? |
| Jokkmokks flygbas (B)   | 1973-??-?? | – | 1999-??-?? |
| Riksgränsen (B)         | 1973-??-?? | – | 1999-??-?? |
| Vidsels flygplats (B)   | 1973-??-?? | – | 1999-??-?? |
| Gällivare flygplats (B) | 1973-??-?? | – | 1999-??-?? |

## Galleri

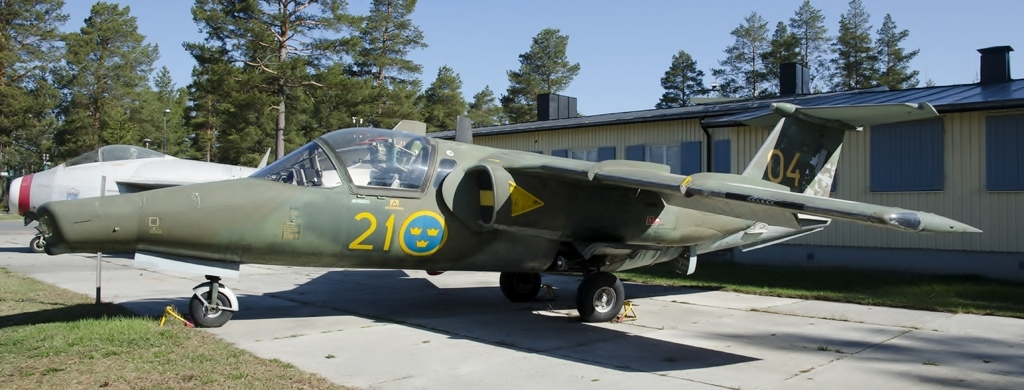
Sk 60 (1973–1982).
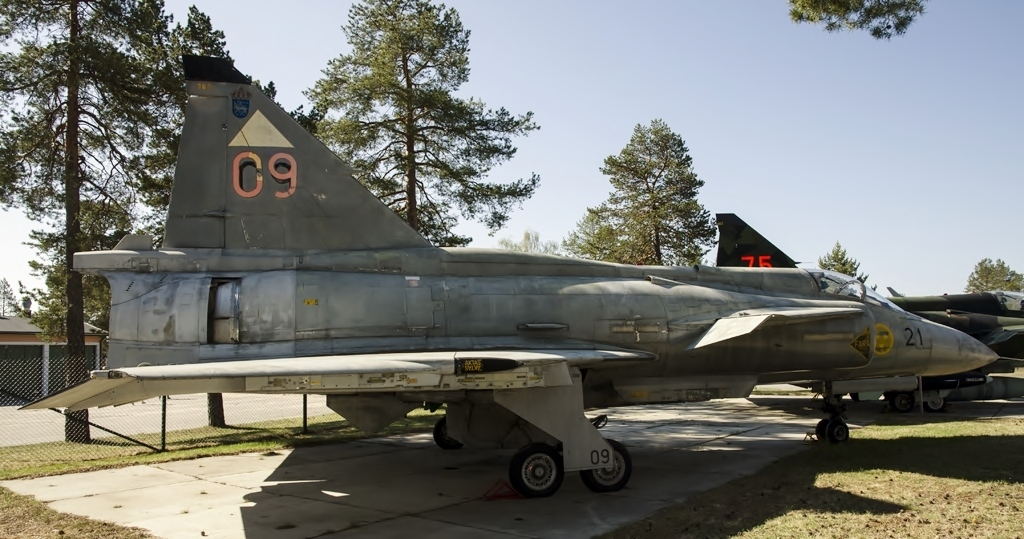
JA 37 Viggen (1983–1999).